# Cornay
Cornay ist eine französische Gemeinde mit 67 Einwohnern (Stand 1. Januar 2022) im Département Ardennes in der Region Grand Est (vor 2016 Champagne-Ardenne). Sie gehört zum Arrondissement Vouziers, zum Kanton Attigny und zum Gemeindeverband Argonne Ardennaise.

## Geografie
Die Gemeinde Cornay liegt an der Aire. 23 Kilometer südöstlich von Vouziers. Umgeben wird Cornay von den Nachbargemeinden Saint-Juvin im Norden, Fléville im Osten, Chatel-Chéhéry im Südosten und Süden, Lançon im Westen sowie Marcq im Nordwesten.

## Bevölkerungsentwicklung
| Jahr                       | 1962 | 1968 | 1975 | 1982 | 1990 | 1999 | 2004 | 2009 | 2019 |
| -------------------------- | ---- | ---- | ---- | ---- | ---- | ---- | ---- | ---- | ---- |
| Einwohner                  | 122  | 117  | 98   | 96   | 90   | 86   | 77   | 82   | 64   |
| Quellen: Cassini und INSEE |      |      |      |      |      |      |      |      |      |

## Sehenswürdigkeiten
- Kirche Saint-Nicolas, 1552 errichtete Pfarrkirche.
- Château de Cornay, im 17. Jahrhundert errichtetes Schloss Renaissance-Stil, Monument historique seit 1990[1]

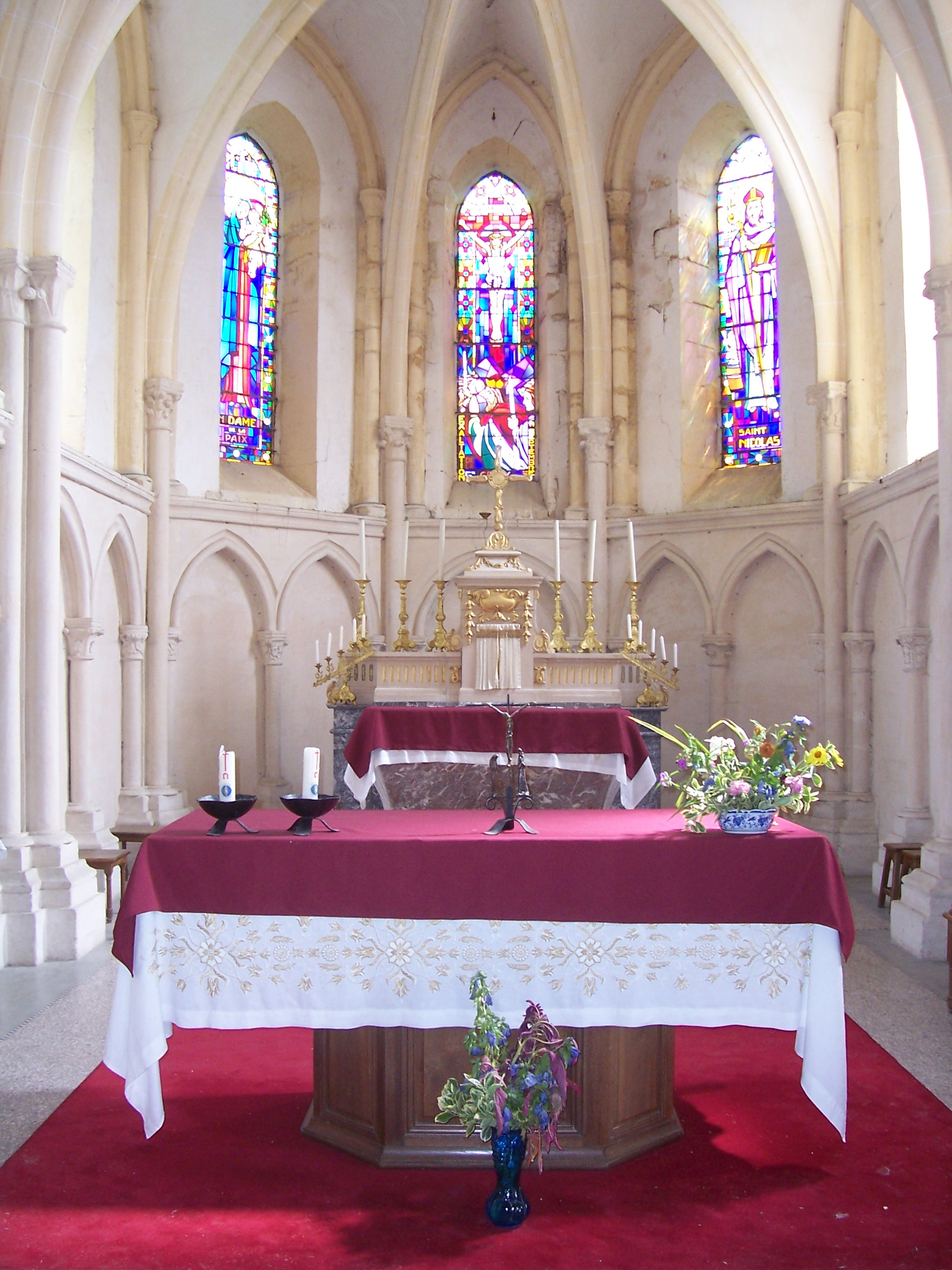
Altarraum der Kirche Saint-Nicolas
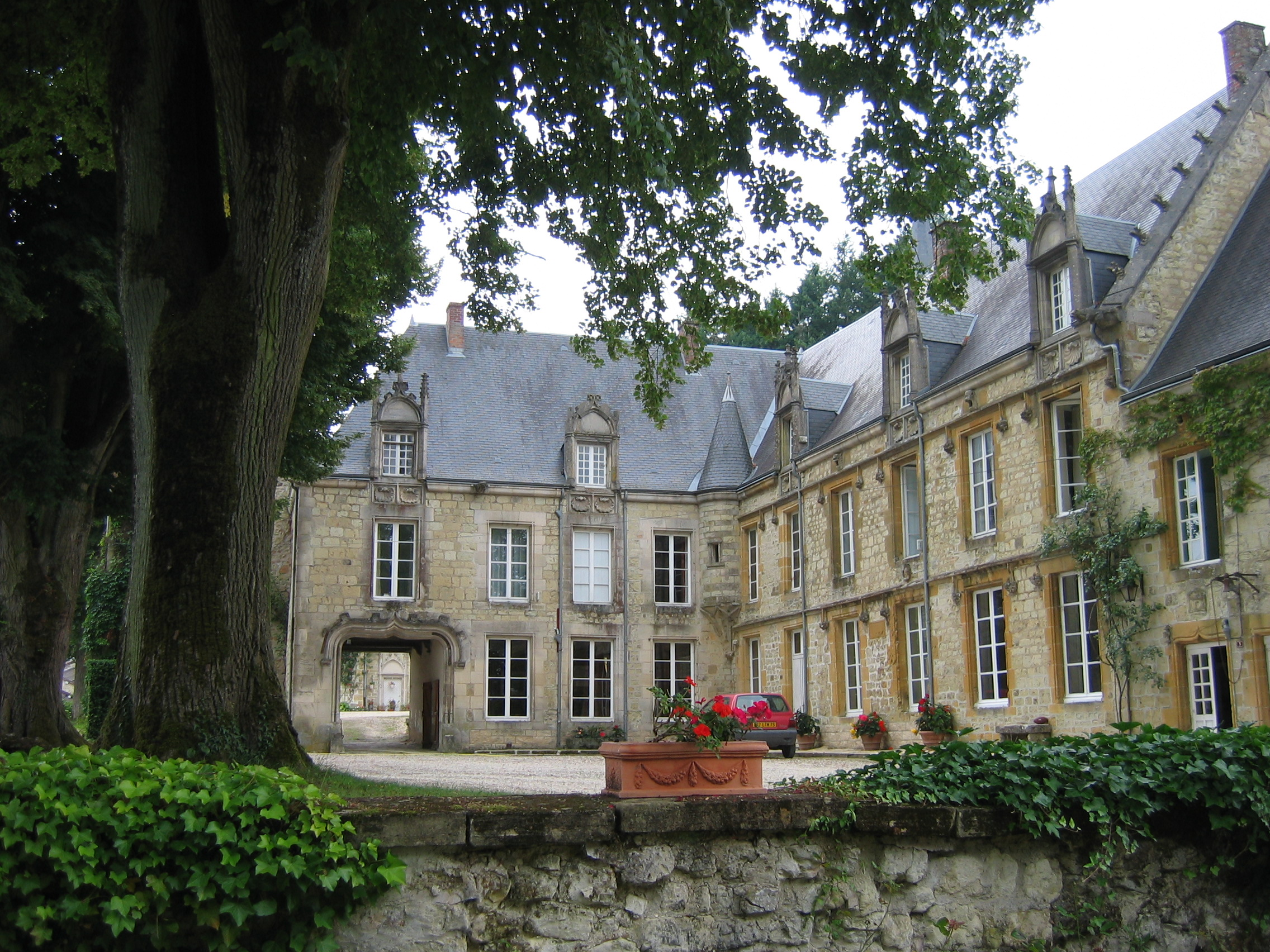
Château de Cornay